# Dominion Voting Systems
Dominion Voting Systems Corporation est une société qui vend du matériel et des logiciels de vote électronique, y compris des machines à voter et des tabulateurs, aux États-Unis et au Canada. Le siège social international de la société est à Toronto, au Canada, et son siège aux États-Unis est à Denver, au Colorado. La société réalise en interne le développement de logiciels pour ses clients aux États-Unis, au Canada et en Serbie. L'entreprise se retrouve au centre de théories du complot par Donald Trump et ses partisans après avoir fourni une partie des machines de vote lors de l'élection présidentielle américaine de 2020, celles-ci étant largement relayées sur la chaîne Fox News qui accepte de lui payer un dédommagement de 787 millions de dollars en avril 2023 pour éviter un procès en diffamation et qui dans la foulée, licencie son présentateur vedette Tucker Carlson.   

## Entreprise

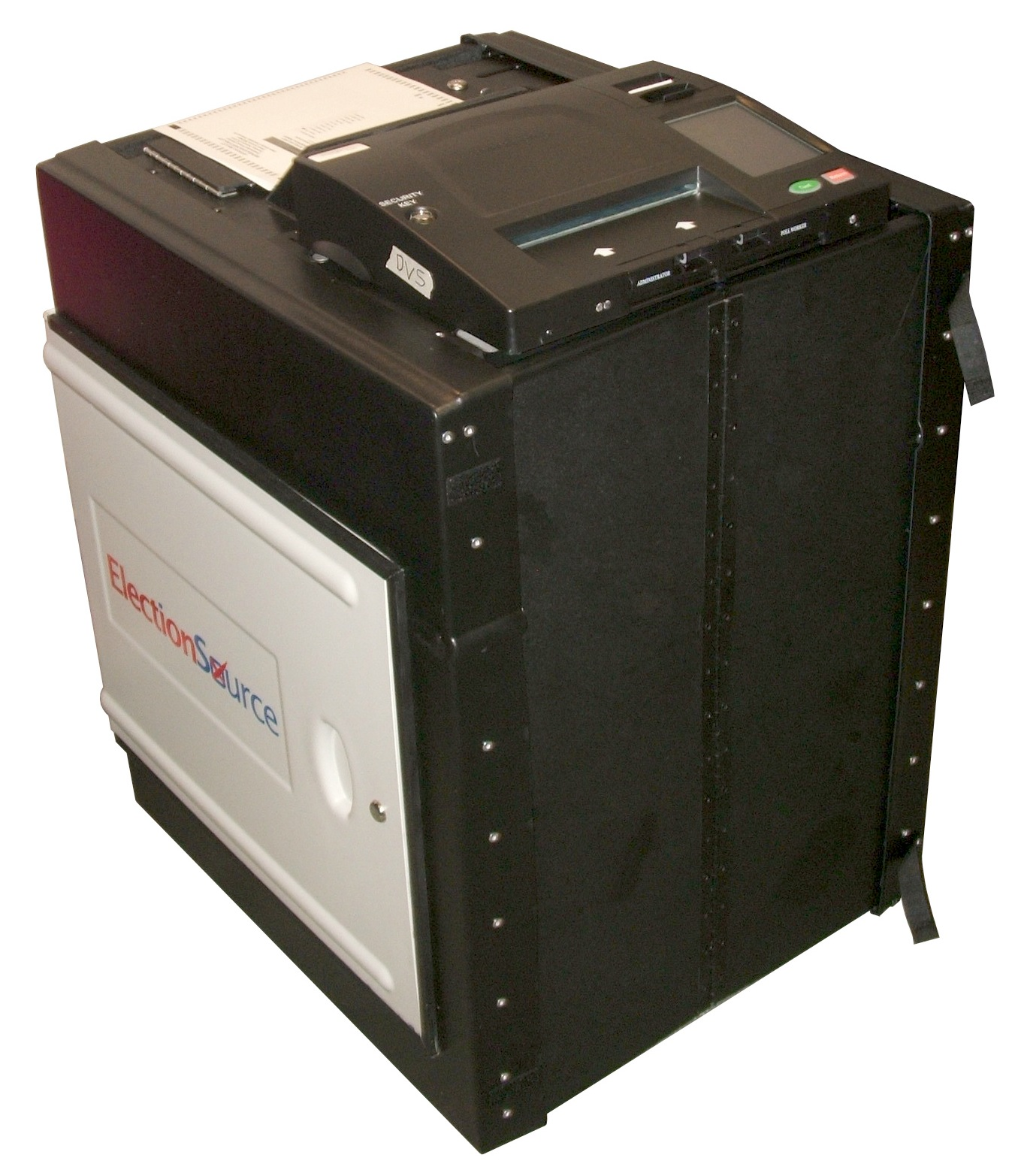
Une machine à voter à comptage optique Dominion ImageCast montée sur une urne électorale pliable fabriquée par ElectionSource.

L'entreprise Dominion a été fondée en 2002 à Toronto, au Canada, par John Poulos et James Hoover.

### Fusions et acquisitions
En mai 2010, Dominion acquiert Premier Election Solutions (anciennement Diebold Election Systems) auprès d'Election Systems & Software (ES&S). ES&S, qui venait d'acquérir PES de Diebold, a été contraint par le ministère américain de la Justice de vendre PES en application de la législation antitrust. En juin 2010, Dominion acquiert Sequoia Voting Systems.[réf. à confirmer]

### États-Unis
Dominion est le deuxième plus grand vendeur de machines à voter aux États-Unis,  derrière l’entreprise Election Systems & Software. En 2016, les machines Dominion ont servi plus de 71 millions d'électeurs dans 1635 collectivités. En 2019, l'État de Géorgie a choisi Dominion Voting Systems pour fournir son nouveau système de vote à l'échelle de l'État à compter de 2020 .

#### Polémiques à la suite de l'élection présidentielle américaine de 2020
Dominion fait l'objet d'une mise en cause des adeptes de la théorie du complot QAnon, plus tard diffusé par One America News Network, ainsi que par le président Donald Trump et ses partisans. Ils allèguent que les machines à voter de l'entreprise sont truquées, de manière à supprimer des millions de votes en faveur de Trump pour les attribuer à Joe Biden lors de l'élection présidentielle de 2020. Il est prétendu que le logiciel a des liens étroits avec la famille Clinton ou avec d'autres Démocrates,. Ces affirmations ne s'appuient sur aucune preuve. Elles sont démenties par tous les experts en matière électorale, par les représentants du gouvernement, et par la Cybersecurity and Infrastructure Security Agency (CISA).  Le 12 novembre 2020, la CISA a publié une déclaration confirmant « qu'il n'y a aucune preuve qu'un système de vote ait supprimé ou perdu des votes, modifié des votes ou ait été compromis de quelque manière que ce soit ». La déclaration a été signée par divers représentants du gouvernement, y compris les présidents de l'Association nationale des directeurs des élections d'État et de l'Association nationale des secrétaires d'État (les secrétaires d'État des États américains sont très souvent chargés du processus électoral).
L'avocat personnel de Trump, Rudy Giuliani, a prétendu le 15 novembre que les machines à voter de Dominion, utilisaient un logiciel développé par un concurrent, Smartmatic (en), qui, selon lui, a été fondé par l'ancien dirigeant socialiste vénézuélien Hugo Chávez. Giuliani a également prétendu que les machines à voter du Dominion envoyaient leurs données de vote à Smartmatic à l'étranger et qu'il s'agissait d'une société de la « gauche radicale » ayant des liens avec l'antifa. Une autre rumeur, propagée par Dennis Montgomery, concepteur de logiciels, prétend qu'un programme de supercalculateur gouvernemental était utilisé pour transférer les votes de Trump à Biden sur des machines à voter. L'avocate de Trump, Sidney Powell (en), entretient la rumeur dans l'émission Fox Business de Lou Dobbs deux jours après les élections, et de nouveau deux jours plus tard dans l'émission de Maria Bartiromo, affirmant avoir « la preuve que c'est exactement ce qui s'est passé ». Le 17 novembre, le directeur de la CISA Christopher Krebs (en) a qualifié cette affirmation de « non-sens » et de « fausse nouvelle » (Krebs a été révoqué par Donald Trump le jour même).
L’entreprise Dominion Voting Systems s’est défendue de toute défaillance de son logiciel en évoquant des « erreurs humaines » dans le traitement des données de « certains comtés », notamment du Michigan, mais assure que ces incidents isolés ont été rapidement réglés.
Le juge Kevin Elsenheimer autorise l'équipe de Trump à faire examiner 22 machines à voter Dominion d'un comté du Michigan, qui aurait selon l'équipe de Trump un taux d'erreur de 68%.
Lors de l'élection présidentielle de 2016, les Démocrates avaient de la même manière mis en doute le bon fonctionnement des machines à voter dans les États du Wisconsin, du Michigan et de Pennsylvanie et envisagé de déposer des recours.
Le 8 janvier 2020, Dominion, mis en cause par Sidney Powell, avocat du Président Trump, lui réclame en justice 1,3 milliard de dollars (1,1 milliard d’euros) et réclame la même somme à Rudy Giuliani, l'autre avocat de Trump, accusé d’avoir voulu « induire en erreur délibérément les électeurs », affaire remise au goût du jour en mars 2023 à la suite d'un reportage de Tucker Carlson sur Fox New le 6 janvier 2021, reportage fortement aussi critiqué par le président Joe Biden,.
À la suite de ces révélations, la société Dominion en question intentera un procès au civil dans l'État du Delaware en avril 2023 pour les préjudices subies et pourrait réclamer à la chaîne jusqu' à 1,6 milliard de dollars de dommages et intérêts.
En avril 2023, Fox News accepte un accord à l'amiable avec Dominion, qui la menace d'un procès en en diffamation pour les allégations de fraudes électorales durant l'élection présidentielle américaine de 2020 largement relayées sur la chaîne, dédommageant l'entreprise à hauteur de 787 millions de dollars.

### Canada
Dominion Voting Systems est le plus grand fournisseur de systèmes électoraux au Canada, avec des déploiements à l'échelle nationale. À l'heure actuelle, Dominion fournit des systèmes de tabulation optique, des bulletins de vote sur papier pour les élections provinciales, y compris l'Ontario et le Nouveau-Brunswick . Dominion fournit également des systèmes de dépouillement et de vote pour les principales élections à la direction des principaux partis du Canada, y compris le Parti libéral du Canada, le Parti conservateur du Canada et le Parti conservateur de l'Ontario,,.
L'Ontario a été la première province canadienne à utiliser les tabulatrices du Dominion lors des élections de 2006.[réf. nécessaire] Le Nouveau-Brunswick a utilisé les 763 tabulateurs du Dominion lors des élections provinciales de 2014. Il y a eu des problèmes avec la déclaration des décomptes de tabulateurs après l'élection et à 22 h 45 Élections Nouveau-Brunswick a officiellement suspendu le décompte des résultats, 17 circonscriptions n'ayant toujours pas été déclarées.  Les progressistes-conservateurs et l' Alliance populaire du Nouveau-Brunswick ont demandé un dépouillement manuel de tous les bulletins de vote. Des recomptages ont eu lieu dans 7 des 49 circonscriptions et les résultats ont été confirmés avec des variations d'au plus 1 vote par candidat par circonscription.[réf. nécessaire] Ce retard dans le rapport des résultats a été causé par une application logicielle prête à l'emploi sans rapport avec Dominion.
En juin 2018, Élections Ontario a utilisé les tabulatrices du Dominion pour l'élection provinciale et les a déployées dans 50 % des bureaux de vote.

### Dirigeants
Ces deux fondateurs sont toujours à la tête de l'entreprise. John Poulos, président et chef de la direction de Dominion, est titulaire d'un BS en génie électrique de l'université de Toronto et d'un MBA de l'INSEAD, à Fontainebleau, en France. James Hoover, vice-président, détient une maîtrise en génie mécanique de l'université de l'Alberta.